# Předpona soustavy SI
Předpona soustavy SI je předpona, která se může použít před jakoukoliv jednotkou Mezinárodní soustavy jednotek (SI) (s výjimkou bezrozměrné jednotky 1) k vyjádření dílů a násobků použité jednotky. Systém předpon SI je postaven na desítkové soustavě. Do třetího řádu od základní jednotky jsou definovány předpony pro každý řád – celočíselné mocniny desíti (desetiny, setiny, tisíciny; desítky, stovky, tisíce), dále od základní jednotky jsou definovány předpony pro každý třetí řád – celočíselné mocniny tisíce (miliony, miliardy atd.). Od SI předpon pro mocniny tisíce jsou odvozeny názvy blízkých hodnot binárních předpon používané v informatice.
Původ nižších předpon je starší než samotná soustava SI z roku 1960. Běžně používané předpony do třetího řádu byly do praxe zaváděny spolu s metrickým systémem již od dob Velké francouzské revoluce a používají se i v případě jiných měrových systémů. Předpony šestého řádu mega a mikro byly zavedeny v roce 1873 se soustavou jednotek CGS.
Jakožto součást soustavy SI jsou oficiálně určené Mezinárodním úřadem pro míry a váhy v Sèvres (Francie).

## Přehled
Například předpona kilo násobí jednotku tisícem, takže 1 kilometr je 1 000 metrů a 1 kilowatt je 1 000 wattů. Naproti tomu předpona mili jednotku tisícem dělí, takže milimetr je tisícina metru a miliampér je tisícina ampéru. Možnost použít tytéž předpony pro jakoukoliv jednotku SI je jedna z klíčových výhod soustavy SI, jelikož zjednodušuje její používání.
| Předpony soustavy SI e | Předpony soustavy SI e | Předpony soustavy SI e | Předpony soustavy SI e | Předpony soustavy SI e | Předpony soustavy SI e                    | Předpony soustavy SI e |
| 10n                    | Předpona               | Značka                 | Název                  | Násobek                | Původ                                     | Příklad                |
| ---------------------- | ---------------------- | ---------------------- | ---------------------- | ---------------------- | ----------------------------------------- | ---------------------- |
| 1030                   | quetta                 | Q                      | kvintilion             | 1 000                  | lat. decem – „deset“                      | Qg – quettagram        |
| 1027                   | ronna                  | R                      | kvadriliarda           | 1 000                  | řec. a lat. – ‚ennea‘ a ‚novem‘ – „devět“ | Rg – ronnagram         |
| 1024                   | yotta                  | Y                      | kvadrilion             | 1 000                  | řec. ὀκτώ – „osm“                         | Yg – yottagram         |
| 1021                   | zetta                  | Z                      | triliarda              | 1 000                  | fr. sept – „sedm“                         | Zl – zettalitr         |
| 1018                   | exa                    | E                      | trilion                | 1 000                  | řec. ἕξ – „šest“                          | EB – exabajt           |
| 1015                   | peta                   | P                      | biliarda               | 1 000                  | řec. πέντε – „pět“                        | PJ – petajoule         |
| 1012                   | tera                   | T                      | bilion                 | 1 000                  | řec. τέρας – „netvor“                     | TW – terawatt          |
| 109                    | giga                   | G                      | miliarda               | 1 000                  | řec. γίγας – „obrovský“                   | GHz – gigahertz        |
| 106                    | mega                   | M                      | milion                 | 1 000                  | řec. μέγας – „velký“                      | MeV – megaelektronvolt |
| 103                    | kilo                   | k                      | tisíc                  | 1 000                  | řec. χίλιοι – „tisíc“                     | km – kilometr          |
| 102                    | hekto                  | h                      | sto                    | 100                    | řec. έκατόν – „sto“                       | hPa – hektopascal      |
| 101                    | deka                   | da                     | deset                  | 10                     | řec. δέκα – „deset“                       | dag – dekagram         |
| 100                    | —                      | —                      | jedna                  | 1                      |                                           | m – metr               |
| 10−1                   | deci                   | d                      | desetina               | 0,1                    | lat. decimus – „desátý“                   | dB – decibel           |
| 10−2                   | centi                  | c                      | setina                 | 0,01                   | lat. centum – „sto“                       | cm – centimetr         |
| 10−3                   | mili                   | m                      | tisícina               | 0,001                  | lat. mille – „tisíc“                      | mm – milimetr          |
| 10−6                   | mikro                  | µ                      | miliontina             | 0,000 001              | řec. μικρός – „malý“                      | µA – mikroampér        |
| 10−9                   | nano                   | n                      | miliardtina            | 0,000 000 001          | řec. νανος – „trpaslík“                   | nT – nanotesla         |
| 10−12                  | piko                   | p                      | biliontina             | 0,000 000 001          | it. piccolo – „malý“                      | pF – pikofarad         |
| 10−15                  | femto                  | f                      | biliardtina            | 0,000 000 001          | dán. femten – „patnáct“                   | fm – femtometr         |
| 10−18                  | atto                   | a                      | triliontina            | 0,000 000 001          | dán. atten – „osmnáct“                    | as – attosekunda       |
| 10−21                  | zepto                  | z                      | triliardtina           | 0,000 000 001          | fr. sept – „sedm“                         | zg – zeptogram         |
| 10−24                  | yokto                  | y                      | kvadriliontina         | 0,000 000 001          | řec. ὀκτώ – „osm“                         | ys – yoktosekunda      |
| 10−27                  | ronto                  | r                      | kvadriliardtina        | 0,000 000 001          | řec. a lat. – ‚ennea‘ a ‚novem‘ – „devět“ | rg – rontogram         |
| 10−30                  | quecto                 | q                      | kvintiliontina         | 0,000 000 001          | lat. decem – „deset“                      | qg – quectogram        |

Existuje také historická předpona metrické soustavy Myria (zkratka ma), znamenající násobek 10 000 základní jednotky. Tato předpona nebyla včleněna do soustavy SI. Pokud bude rozhodnuto, že se bude muset rozšířit seznam předpon dále, pravděpodobně bude vybráno B jako bundecca pro {\displaystyle 1000^{11}=10^{33}} a b jako bundecto pro {\displaystyle 1000^{-11}=10^{-33}}(z latinského undecim, tedy jedenáct). 

## Příklady
- 5 cm = 5×10−2 m = 5 × 0,01 m = 0,05 m
- 3 MW = 3×106 W = 3 × 1 000 000 W = 3 000 000 W

Předpony se nemohou kombinovat, například „10−9 metru“ musí být zapsáno „1 nm“, nikoli „1 mµm“, a to i přesto, že český popularizátor vědy Jiří Grygar s oblibou používá megakilometry (Mkm).
Doporučené jsou předpony, jejichž exponent je dělitelný třemi. Takže „100 m“ je lepší zápis než „1 hm“. Výjimkou jsou ustálené díly některých jednotek, například centimetr, hektar (hekto-ar), centilitr, decimetr nebo decibel.
Výjimečnou základní jednotkou SI je kilogram, který jako jediný obsahuje předponu. Gram je definovaný jako 1/1000 kilogramu.
Ne všechny jednotky se běžně pojí se všemi předponami. Zvláště velké a malé násobky se používají velmi zřídka. Terametr či pikohertz se neobjevují ani ve vědeckých pracích. Pokud by se měly přesto odpovídající násobky vyjádřit, použije se raději vědecký zápis čísel s exponentem a mantisou.
Pro dekagram se dříve používala značka dkg, občasné používání této značky v češtině přetrvává, i když se v odborných textech považuje za nesprávné. Ne všude je ale používání tak běžné jako v Česku.[zdroj?]

## Binární předpony
Ve výpočetní technice je od IEC doporučeno používat blízké mocniny čísla 2.
| Binární předpony e | Binární předpony e             | Binární předpony e | Binární předpony e | Binární předpony e                |
| Dvojkový řád n: 2n | Nejbližší desítkový řád k: 10k | Značka             | Název              | Hodnota                           |
| --- | ------------------------------ | ------------------ | ------------------ | --------------------------------- |
| 210 = 1024 | 103 = 1000                     | Ki                 | kibi               | 1 024                             |
| 220 = 10242 | 106 = 10002                    | Mi                 | mebi               | 1 048 576                         |
| 230 = 10243 | 109 = 10003                    | Gi                 | gibi               | 1 073 741 824                     |
| 240 = 10244 | 1012 = 10004                   | Ti                 | tebi               | 1 099 511 627 776                 |
| 250 = 10245 | 1015 = 10005                   | Pi                 | pebi               | 1 125 899 906 842 624             |
| 260 = 10246 | 1018 = 10006                   | Ei                 | exbi               | 1 152 921 504 606 846 976         |
| 270 = 10247 | 1021 = 10007                   | Zi                 | zebi               | 1 180 591 620 717 411 303 424     |
| 280 = 10248 | 1024 = 10008                   | Yi                 | yobi               | 1 208 925 819 614 629 174 706 176 |
| Poznámka: 10k není rovno 2n, je to jen nejblíže odpovídající mocnina; jsou z ní však odvozeny názvy i značky obdobně desítkovým předponám. |                                |                    |                    |                                   |

## Použití mimo SI
Tyto předpony se používají i s jinými jednotkami než s jednotkami SI, např. mnohými jednotkami soustavy CGS (ale zpravidla ne v kombinaci se soustavovými předponami ab- a stat-), mimosoustavovými jednotkami i jednotkami zastaralými, a to se stejným významem i zápisem, jak ukazují následující příklady:
- 1 hektar (= 1 hekto-ar) = 100 arů (1 ha = 100 a),
- 1 mililitr = 10−3 litrů (1 ml = 10−3 l),
- 1 kiloparsek = 1 000 parseků (1 kpc = 1000 pc),
- 1 miligal = 10−3 galů (1 mGal = 10−3 Gal),
- 1 milirem = 10−3 remů (1 mrem = 10−3 rem) apod.